# تشاك ويبر
تشاك ويبر (بالإنجليزية: Chuck Weber)‏ هو لاعب كرة قدم أمريكية أمريكي، ولد في 25 مارس 1930 في فيلادلفيا في الولايات المتحدة، وتوفي في 22 أكتوبر 2017.

## وصلات خارجية
- تشاك ويبر على موقع مرجع كرة القدم المحترفة.كوم (الإنجليزية)